# Claes-Håkan Ahnsjö
Claes-Håkan Ahnsjö, auch Claes Haakon Ahnsjö (* 1. August 1942 in Stockholm, Schweden) ist ein schwedischer Opernsänger (Tenor).

## Leben
Ahnsjö studierte an der Pädagogischen Hochschule in Stockholm. Nach seinem Lehrerexamen studierte er von 1966 bis 1969 Gesang an der Königlichen Musikhochschule in Stockholm. Gesangsunterricht nahm er bei Erik Saedén, Aksel Schiøtz, und Max Lorenz. 
Sein Debüt hatte er 1969 an der Königlichen Oper Stockholm als Tamino in Mozarts Oper Die Zauberflöte. Von 1973 bis 1999 war er unter Vertrag bei der Bayerischen Staatsoper in München. Hier wurde er 1977 auch zum Kammersänger ernannt. 
Seit seinem Beginn an der Bayerischen Staatsoper hatte er zahlreiche Gast-Engagements in Europa, Japan und den USA. Sein Amerika-Debüt feierte er 1975 im Kennedy Center in Washington, D.C. in Die Jahreszeiten von Joseph Haydn. Sein Repertoire umfasst Rollen von Haydn, Mozart, Rossini, Verdi und Wagner.
Von 1996 bis 1997 war Ahnsjö Hochschullehrer für Gesang an der Hochschule für Musik und Theater München. In den Jahren 2000 und 2001 war Claes-Håkan Ahnsjö Opernchef und künstlerischer Leiter der Königlichen Oper Stockholm.
Ahnsjö ist mit der Opernsängerin Helena Jungwirth verheiratet. Aus der Ehe gingen drei Söhne hervor. 